# Devers
Devers è un centro abitato degli Stati Uniti d'America situato nella contea di Liberty dello Stato del Texas.
La popolazione era di 447 persone al censimento del 2010.

## Geografia fisica
Devers è situata a 30°01′35″N 94°35′30″W (30.026379, -94.591642).
Secondo lo United States Census Bureau, ha un'area totale di 1,9 miglia quadrate (4,9 km²).

## Società

### Evoluzione demografica
Secondo il censimento del 2000, c'erano 416 persone, 141 nuclei familiari e 111 famiglie residenti nella città. La densità di popolazione era di 222,3 persone per miglio quadrato (85,9/km²). C'erano 165 unità abitative a una densità media di 88,2 per miglio quadrato (34,1/km²). La composizione etnica della città era formata dal 69,47% di bianchi, il 14,90% di afroamericani, lo 0,24% di nativi americani, il 13,94% di altre razze, e l'1,44% di due o più etnie. Ispanici o latinos di qualunque razza erano il 20,43% della popolazione.
C'erano 141 nuclei familiari di cui il 36,9% aveva figli di età inferiore ai 18 anni, il 63,8% aveva coppie sposate conviventi, il 12,8% aveva un capofamiglia femmina senza marito, e il 20,6% erano non-famiglie. Il 16,3% di tutti i nuclei familiari erano individuali e l'8,5% aveva componenti con un'età di 65 anni o più che vivevano da soli. Il numero di componenti medio di un nucleo familiare era di 2,95 e quello di una famiglia era di 3,31.
La popolazione era composta dal 30,3% di persone sotto i 18 anni, il 5,8% di persone dai 18 ai 24 anni, il 28,6% di persone dai 25 ai 44 anni, il 22,8% di persone dai 45 ai 64 anni, e il 12,5% di persone di 65 anni o più. L'età media era di 34 anni. Per ogni 100 femmine c'erano 97,2 maschi. Per ogni 100 femmine dai 18 anni in giù, c'erano 87,1 maschi.
Il reddito medio di un nucleo familiare era di 30.278 dollari e quello di una famiglia era di 31.042 dollari. I maschi avevano un reddito medio di 30.625 dollari contro i 15.208 dollari delle femmine. Il reddito pro capite era di 14.962 dollari. Circa il 23,6% delle famiglie e il 22,6% della popolazione erano sotto la soglia di povertà, incluso il 23,5% di persone sotto i 18 anni e il 16,7% di persone di 65 anni o più.